# 樹林夜市
樹林夜市是一個位於新北市樹林區樹東里及樹北里的夜市，主要以樹林車站及樹林濟安宮為中心，近年來已逐漸發展成為綜合性夜市。

## 特色
與台北都會區其他著名大夜市相比，以樹東里及樹北里的四德街、鎮前街、博愛街、博愛一街，緊鄰著地方廟宇─濟安宮，為攤販集中區域的樹林夜市，雖然較不有名，但是卻小而美，以多元的美食、小吃、與經濟實惠為其最大特色。
樹林夜市是由火車站的交通便利性，所發展出來的，只要從火車站一出來，馬上可以看到博愛一街和博愛路，交叉形成的十字型夜市。
隨著樹林日漸朝向都市型城鎮發展，樹林夜市也轉型為綜合型夜市，博愛街早上是流動攤販聚集成的市場，晚上小吃攤一出來，則變成夜市。因為這裡並未設立行人徒步區，許多人都是習慣騎機車、逛夜市，因此常常出現人車爭道的情況。

## 著名小吃
- 果汁
- 豆花
- 滷味
- 水煎包
- 烤香腸
- 腿庫飯
- 雞肉飯
- 筒仔米糕
- 黃金雞翅

## 公共運輸
- 台灣鐵路管理局樹林車站鎮前街（前站）出口。